# Laudelina de Campos Melo
Laudelina de Campos Melo (12 tháng 10 năm 1904 - 12 tháng 5 năm 1991) là một nhà hoạt động, người tổ chức lao động và nhân viên cộng đồng người Brazil gốc Phi. Là một người giúp việc gia đình suốt đời, cô sớm nhận ra sự phân biệt đối xử và đánh giá thấp phụ nữ làm việc. Trong suốt cuộc đời của mình, cô đã cố gắng thay đổi nhận thức và chính sách công cộng và đã thành công trong việc thành lập các tổ chức cho người giúp việc gia đình để vận động thay đổi thương mại của họ và được công nhận là một nhóm công nhân được hưởng lợi ích và quyền của người lao động.

## Tuổi thơ
Laudelina de Campos Melo sinh ngày 12 tháng 10 năm 1904 tại Poços de Caldas, Minas Gerais, Brazil đến Sidônia và Marco Aurélio. Mẹ cô là một công nhân trong nước và cha cô làm nghề thợ gỗ. Cả hai cha mẹ đều được sinh ra để làm nô lệ, nhưng theo các điều khoản của Luật Rio Branco, được thông qua vào năm 1871, họ đã được tự do khi sinh ra, mặc dù cha mẹ họ vẫn bị giam cầm. Năm 12 tuổi, khi cha cô bị giết trong một tai nạn chặt cây, Melo bỏ học để chăm sóc năm đứa em của mình để mẹ cô có thể làm việc toàn thời gian trong khách sạn.
Quan tâm đến việc cải thiện cộng đồng của mình, từ khi còn là một thiếu niên, Melo làm việc trong nhiều tổ chức văn hóa đen khác nhau. Năm 1920, bà được bầu làm chủ tịch của một nhóm văn hóa, Clube 13 de Maio, tập trung vào hoạt động chính trị và các hoạt động giải trí. Khi còn ở tuổi thiếu niên, cô bắt đầu làm việc như một người nội địa cho Julia Kubitschek. Con trai của Kubitschek, Juscelino sẽ trở thành tổng thống Brazil vào giữa những năm 1950 và Melo sống và làm việc trong gia đình ngay cả sau khi họ chuyển đến São Paulo.

### Trích dẫn
1. 1 2 3  Williams 2016.
2. ↑  Pinto 1993.

### Sách tham khảo
- Pinto, Elisabete Aparecida (1993). Etnicidade, genero e educação: a trajetoria de vida de D. Laudelina de Campos Mello (1904–1991) [Ethnicity, gender and education: the life trajectory of D. Laudelina de Campos Mello (1904–1991)] (Master's) (bằng tiếng Bồ Đào Nha). Campinas, São Paulo, Brazil: Universidade Estadual de Campinas. Lưu trữ ngày 7 tháng 1 năm 2021 tại Wayback Machine
- Williams, Erica Lorraine (2016). "Melo, Laudelina de Campos (1904–1991)". Trong Knight, Franklin W.; Gates, Jr, Henry Louis (biên tập). Dictionary of Caribbean and Afro–Latin American Biography. Oxford, England: Oxford University Press. ISBN 978-0-199-93580-2.  – via Oxford University Press's Reference Online (cần đăng ký mua)
- Zahar, Jorge (2000). "Laudelina de Campos Melo" [Dictionary of Women of Brazil from 1500 to the present: Laudelina de Campos Melo]. criola.org.br (bằng tiếng Bồ Đào Nha). Rio de Janeiro, Brazil: Dicionário Mulheres do Brasil de 1500 até a atualidade. Bản gốc lưu trữ ngày 27 tháng 5 năm 2016. Truy cập ngày 9 tháng 2 năm 2019.
- "Conheça 8 mulheres que influenciaram a luta pelos direitos femininos no Brasil" [Meet 8 women who influenced the fight for women's rights in Brazil] (bằng tiếng Bồ Đào Nha). Brasilia, Brazil: EBC Brasil. ngày 8 tháng 3 năm 2016. Bản gốc lưu trữ ngày 16 tháng 4 năm 2018. Truy cập ngày 9 tháng 2 năm 2019.
- "Laudelina de Campos Melo (1904–1991)". antigo.acordacultura.org.br (bằng tiếng Bồ Đào Nha). Rio de Janeiro, Brazil: Fundação Roberto Marinho. 2010. Bản gốc lưu trữ ngày 1 tháng 1 năm 2019. Truy cập ngày 9 tháng 2 năm 2019.